# Concesión

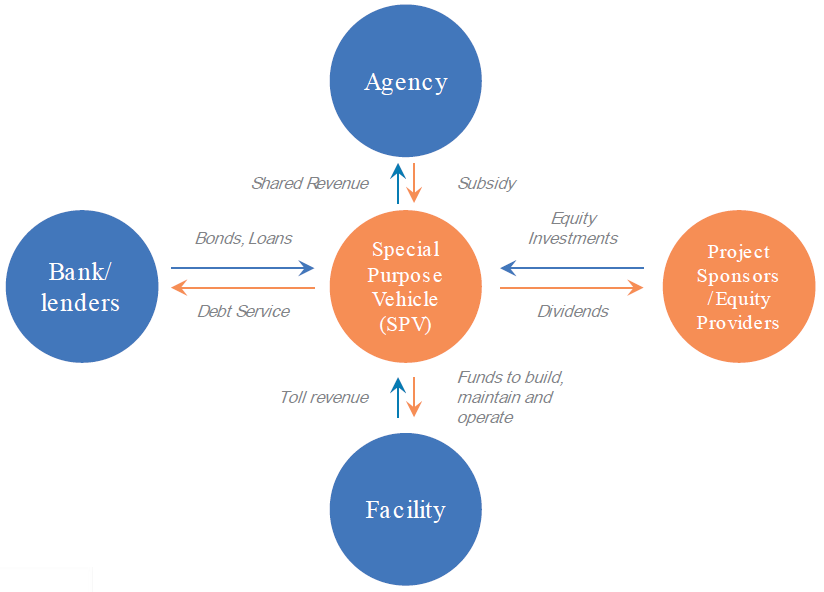
Esquema simple sobre la concesión.

En economía y en Derecho administrativo, una concesión es el otorgamiento del derecho de explotación, por un período determinado, de bienes y servicios por parte de una Administración pública o empresa a otra, generalmente privada.
La concesión tiene por objeto la administración de los bienes públicos mediante el uso, aprovechamiento, explotación de las instalaciones o la construcción de obras y nuevas terminales de cualquier índole, incluyendo transporte marítimo, terrestre o aéreo, de los bienes del dominio público. 
Los objetivos de estos negocios radican en proporcionar servicios esenciales para el público, por ejemplo, la electricidad, el gas, el suministro de agua, la depuración de aguas residuales, la radio, la televisión y las telecomunicaciones, limpia, recolección, traslado, tratamiento y disposición final de residuos, mercados y centrales de abasto, panteones, rastro, calles, parques, jardines y su equipamiento. Las concesiones públicas afectan a casi toda la infraestructura de los países desarrollados, ya que requieren grandes redes de distribución integradas, o la coordinación de muchos servicios esenciales como la red nacional del tendido eléctrico. Muchas concesiones públicas tienen una estructura de costos que se beneficia de la gran escala, puesto que los costos unitarios caen a medida que la red aumenta. Sin embargo, la existencia de estas redes suele provocar que las concesiones públicas se beneficien de un monopolio natural para dar ese servicio en el área donde operan.

## La concesión en el Derecho administrativo
La palabra concesión se usa en muy diversos significados y con ella se designan diversas instituciones. El empleo de este término ha sido y es tan poco preciso, que con justa razón se ha dicho que desempeña en el derecho actual la misma función que desempeñó, en otro tiempo, «la gracia» en el Derecho canónico. El uso promiscuo de este término se verifica en la práctica en las leyes y, aún, en los autores. 
La concesión no es un acto exclusivo del Derecho administrativo, la doctrina francesa y la italiana entendió que se asemejaba a un contrato como el que celebraban dos personas. Entonces sencillamente se decía que la naturaleza jurídica de la concesión era la de un contrato.

## La concesión en el Derecho administrativo español
Desde la perspectiva del Derecho administrativo español, la concesión presenta una mayor dificultad en su definición habida cuenta de su carácter heterogéneo y diverso en cuanto al objeto. Puede definirse como el medio para obtener la cooperación de sujetos particulares para:
1. La ejecución de una obra pública, constituyendo la concesión la forma de retribución.
2. La gestión de un servicio público.
3. El aprovechamiento de un patrimonio colectivo como es el dominio público.

### Sobre el dominio público
Debe considerarse lo dispuesto por el artículo 84 de la Ley de Patrimonio de las Administraciones Públicas 33/2003 de 3 de noviembre: «Nadie puede, sin título que lo autorice ocupar bienes de dominio público ni utilizarlos excediéndose del uso que a todos corresponde.»
Igualmente, el art. 86 Lpat 33/2003 que dispone: «Deberán estar amparados por una concesión:
- El aprovechamiento especial y el uso privativo con instalaciones desmontables o muebles por más de cuatro años.
- La ocupación con obras o instalaciones fijas.»

#### De obra pública
(como señala Dict. Consejo Estado 5 de diciembre de 2001)
Son aquellas cuyo objeto consiste en la utilización de una infraestructura por el usuario, lo cual no implica de por sí prestación de servicio alguno. Por ejemplo: Concesión de autopista de peaje en la cual el usuario de la vía no paga por el servicio sino por la utilización de la vía.

#### De gestión de servicio público
En las cuales la gestión del servicio público se realiza a riesgo y ventura del concesionario. Se regula en el art. 277.a) del Texto Refundido de la Ley de Contratos del Sector Público, aprobada por el Real Decreto Legislativo 3/2011, de 14 de noviembre. Por ejemplo: Relacionado con el supuesto anterior, sería el supuesto de un autobús titular de una concesión de transporte que circula por la autopista de peaje. Aquí la concesión es por el servicio que se presta.

## Propiedad
Dada la utilidad pública de este tipo de concesiones, suelen estar sometidas al control del Gobierno, e incluso estar nacionalizadas. Sin embargo, la naturaleza monopolística inherente a muchas concesiones públicas ha disminuido durante las dos últimas décadas, habiéndose iniciado en varios continentes procesos de desregulación y privatización. Desde entonces, en algunas áreas existe hoy una relativa competencia, como en los servicios telefónicos de larga distancia, el suministro eléctrico, las comunicaciones ferroviarias o el suministro de gas.
En algunos países las concesiones públicas pertenecen al Gobierno o a los municipios; este es el caso de los sistemas de depuración y de suministro de agua. El alcance que deben tener las concesiones públicas sigue siendo objeto de debate. Para decidir si la propiedad debe ser pública o privada hay que considerar tanto los costes como la eficiencia en cada caso concreto.
Las empresas privadas a las que se cede una concesión pública se diferencian de otras compañías en que están obligadas a atender a cualquier persona que requiera sus servicios y necesitan una enorme inversión de capital en relación con los ingresos que obtienen. Además, suelen estar sometidas a una estrecha vigilancia económica, y a veces ecológica, por parte del Gobierno.

## Regulación
El control de las concesiones públicas depende de las comisiones de servicios públicos, agencias creadas para proteger la seguridad de las personas y de las propiedades que están bajo su jurisdicción. Se pueden encontrar medidas reguladoras de las concesiones públicas en el derecho consuetudinario inglés
La razón de ser de la regulación estriba en que, puesto que la empresa concesionaria suele lograr un monopolio para ofrecer ese servicio en un determinado área, los precios y servicios ofrecidos a los consumidores no estarán regulados por la libre competencia, por lo que el Gobierno tiene que reemplazar la competencia mediante normas. En teoría, el objetivo es asegurar un servicio adecuado y barato a los consumidores, permitiendo que la empresa concesionaria pueda obtener beneficios,parte de los cuales se podrán reinvertir en el servicio público que se ofrece.
Los sistemas de regulación son distintos según los países. En aquellos en los que la concesión sigue estando bajo control estatal, los precios y el nivel de servicio son establecidos por el Gobierno. En otros países, los precios y los servicios están estrechamente vigilados por supervisores, y sólo se permite aumentar los precios en función de la inflación.

## Impacto ecológico
Casi todos los servicios ofrecidos mediante concesiones públicas influyen sobre el medio ambiente (efectos que se denominan externalidades). Por ello, muchos países exigen que las líneas telefónicas, telegráficas y eléctricas estén bajo tierra. También se ha prestado atención a los efectos destructivos de algunas concesiones públicas. Por ejemplo, los sistemas de depuración de aguas están muy vinculados a la creciente contaminación planetaria. El hollín y otras emisiones provenientes de las centrales eléctricas parecen ser responsables de la destrucción de bosques de coníferas en algunas zonas del norte de Europa. Los conflictos entre los defensores y los detractores de la energía nuclear han llevado, por otra parte, a que los programas de construcción de este tipo de centrales se hayan ido reduciendo, o abandonando, en muchos países debido a los peligros que conllevan la concesión.